# Lapidazione di santo Stefano (Giulio Romano)
La Lapidazione di santo Stefano è un dipinto a olio su tavola (288x403 cm) di Giulio Romano, databile al 1521 circa e conservato nella chiesa di Santo Stefano a Genova.

## Storia
Alla morte di Raffaello, nel 1520, Giulio Romano ne aveva ereditato di fatto la conduzione della grande bottega, passaggio suggellato nel 1523 quando papa Clemente VII, appena eletto, gli affidò con gli altri allievi dell'urbinate la decorazione della Sala di Costantino in Vaticano. La supremazia di Giulio Romano nella scena artistica romana fu evidente fino alla sua partenza per Mantova nel 1524.
Il dipinto con la Lapidazione venne commissionato da Gian Matteo Giberti, vescovo vicinissimo al papa già da quando era cardinale. Nel 1513 era stato gratificato di diversi benefici, tra i quali l'abbazia di Santo Stefano a Genova, e verso il 1521 affidò a Giulio Romano la realizzazione di una grande pala per l'altare della chiesa genovese, dedicato appunto al martirio del santo titolare.
Degna di accenno è la confusione creatasi, nei tre secoli intercorrenti tra gli scritti del Vasari e dell'Alizeri, sull'attribuzione della tavola. L'opera era diversamente imputata dagli esperti del tempo. Il Soprani, ricordandone il restauro eseguito da Francesco Spezzino, la citò come opera a due mani di Raffaello che ne avrebbe eseguito il disegno e di Giulio Romano che l'avrebbe completata. Sempre lo stesso Soprani la richiamò allo stesso modo nella vita di Bartolomeo Biscaino il quale sotto la disciplina del pittore Valerio Castello si esercitava a disegnare "il S. Stefano di Raffaele o come altri vogliono di Giulio Romano". Un documento manoscritto del primo quarto del XVIII secolo, conservato nell'Archivio Storico del Comune di Genova, conferma la consuetudine da parte dei conoscitori locali a considerare la tavola di santo Stefano opera di Raffaello, poiché elencando le opere di "Raffaello d'Urbino" presenti in Genova vi si elenca il "Martirio di s. Stefano, quadro d'altare in S. Stefano". Negli atti giudiziari di un processo per copie e falsi tra un tale Ottaviano de Ferrari contro il pittore Giovanni Lorenzo Bertolotto, risulta che un gran numero di pittori genovesi dell'epoca, citati in qualità di testimoni, dovendo rispondere alla domanda specifica sull'autore della Lapidazione di santo Stefano dimostrano palesemente di essere in difficoltà, infatti gli stessi seppur con esperienze romane avevano una scarsa conoscenza di originali di Raffaello a Genova. 
Sarà l'Alizeri nella prima Guida a restituire la paternità a Giulio Romano di una tra le sue opere più belle. L'opera fu oggetto delle spoliazioni napoleoniche nella repubblica di Genova, venne catalogata dal Canova e si vide significative resistenze da parte del direttore del Louvre alla Restituzione dopo il congresso di Vienna.In occasione del rimpatrio del Martirio di Santo Stefano di Giulio Romano alla città di Genova, Vivant Denon, direttore del Louvre, sostenne che l'opera era stata "offerta in omaggio al governo francese dal consiglio comunale di Genova" e che il trasporto avrebbe messo a rischio la fragilità dell'opera, ben sapendo che l'opera era stata sostanzialmente confiscata come tributo culturale e dando contestualmente ordine al ministero degli interni francese di bloccare alla dogana l'opera senza menzionarne né la fragilità né criticare la legittimità delle istanze piemontesi. 

## Descrizione e stile

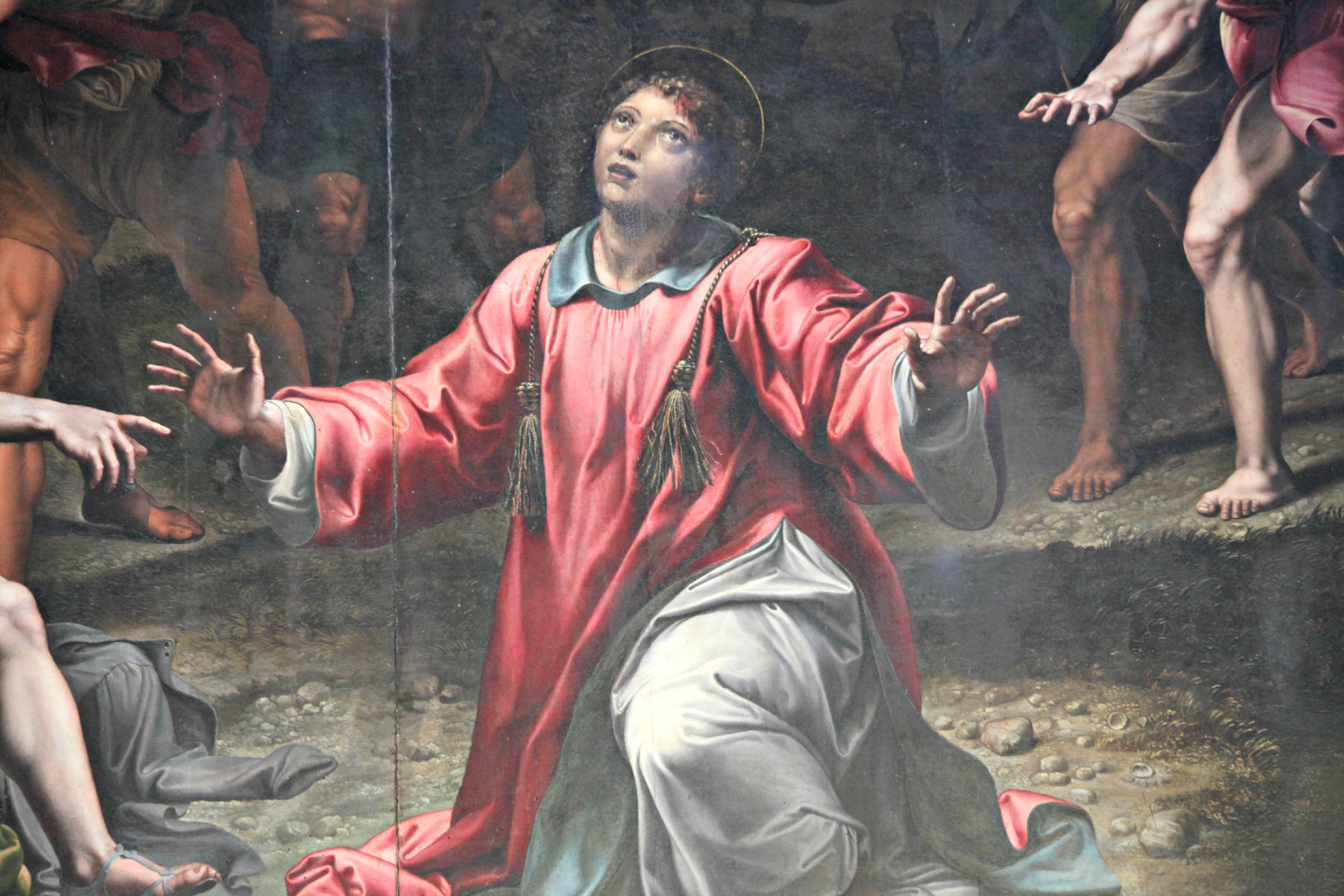
Dettaglio

La tavola si trova all'interno dell'unica grande navata della Chiesa, nella parete di destra al centro.
Giulio Romano doveva avere bene in mente i modelli più recenti di innovative pale d'altare, quali la Trasfigurazione di Raffaello e la Resurrezione di Lazzaro di Sebastiano del Piombo, su disegno di Michelangelo. Giulio tentò di fondere le due maniere, creando una scena su due registri, concitata e ricca di variazioni luminose, che si sciolgono nella visione del santo inginocchiato in primo piano e nell'apparizione della Trinità in alto, a cui Stefano si rivolge.
In primo piano il santo è infatti inginocchiato con le braccia aperte e rivolge uno sguardo paziente all'alto, dove su una nuvola sono il Padre ed il Figlio, illuminati da una fonte di luce e circondati da angeli, che sembra che tengano aperto il cielo trattenendo le nuvole con le mani. In basso santo Stefano è attorniato da una moltitudine di Giudei che hanno delle pietre nelle mani pronte per essere scagliate contro di lui, compiendone il martirio. Accanto ad esso c'è Saulo inginocchiato sui suoi vestiti, che protende col gesto della mano destra indirizzando l'occhio dello spettatore verso il protagonista e con lo sguardo rilancia l'alto. Le figure sono collocate in pose artificiose e teatrali con l'esasperazione dei particolari anatomici e dei gesti.
Alle spalle dei lapidatori si apre un paesaggio in cui si vedono le rovine di una città, allusione a Roma antica e alla fine imminente del paganesimo. Si tratta di una citazione, oltre che simbolica, anche di gusto squisitamente antiquario, secondo il gusto "clementino" allora dominante.
Il Martirio di santo Stefano dovette impressionare la scena genovese per quella sua presentazione scenica imponente, per la luce intensa  e per la composizione "naturale" e insieme macchinosa. La piena adesione all'esperienza di Giulio Romano si avvertirà nella nuova generazione di pittori con Andrea e Ottavio Semino e soprattutto con Luca Cambiaso.